# Внуковы
Внуковы — древние русские дворянские роды.
Род Внуковых от Нетши (Непши) внесён в Бархатную книгу. При подаче документов, для внесения рода в Бархатную книгу, было представлено три родословные росписи Внуковых: Никифором Внуковым (22 марта 1682), Игнатием Внуковым (26 марта 1682), Иваном и Яковым Внуковыми (февраль 1682) и ими же, в точности повторяющую первую, (01 февраля 1686).
Существует 5 дворянских родов этого имени, различного происхождения:
1. Родоначальник лихвинец Кирилл Афанасьевич Внуков, владевший поместьями в Мосальском уезде (1636). Потомки его внесены в VI часть дворянской родословной книги Калужской губернии[3].
2. Потомки Андрея Петровича Внукова, служившего городовым дворянином по Переяславлю-3алесскому в половине XVII века. Этот род внесён в III часть родословной книги Тверской и Ярославской губерний.
3. Родоначальники родные братья Антон, Алексей и Григорий Ивановичи Внуковы, служившие по городу Курмыгау (1642-55). Потомки их владели поместьями в Пензенской губернии, где и внесены в VI часть родословной книги.

Ещё два рода Внуковых — позднейшего происхождения.

## История рода
Древнейший род Внуковых вёл своё происхождение от великого князя Рюрика. Непосредственный родоначальник их, Семён Григорьевич Нетшин (Непшин), по прозванию Внук, был праправнуком Александра Юрьевича Нетши, из рода князей смоленских. Потомком его был Пётр Иванович Внуков. Этот род Внуковых угас в середине XVIII века.
Гридя Афанасьевич получил от князя Белозёрского Михаила Андреевича безсудную грамоту (1432-1479). Афанасий Данилович помещик и вотчинник Белозёрского уезда (1455-1475). Яков Михайлович упомянут (1518). Гридя и Иван Внуковы митрополичьи дети боярские (1518). Иван Семёнович поручился по Салтыкову Ивану Тимофеевичу (1563), московский и коломенский помещик, объезжий голова в Москве (1598). Иван Александрович помещик Белозёрского уезда (1567). Опричниками Ивана Грозного числились: Всячинка, Иван, Никифор, Осип Васильевичи Внуковы (1573). Сильвестр-Истома московский вотчинник (1573-1686). Михаил Иванович сидел в приказе Холопьего суда (1597). Пётр Иванович подписал грамоту об избрании на царство Бориса Годунова (1598), женат на княжне Анне Ивановне Мезецкой.
Старица Досифея Внукова состояла при жене царевича Ивана Ивановича, принята в Покровский монастырь и приняла постриг (1622). Василий Иванович служил по Твери (1622), был в плену у немцев и за службу, полон и раны получил денежную придачу. Борис Сабуров вёрстан новичным окладом по Владимиру, а Василий и Антон Ивановичи по Арзамасу (1628). Иван Васильевич владел поместьем в Старицком уезде (1686). Стольник Григорий Семёнович владел поместьем в Ростовском уезде (1691). Алексей Григорьевич владел поместьем в Саранском уезде (1695).
Пятнадцать представителей рода владели населёнными имениями (1699).

## Известные представители
- Внуков Иван Иванович — воевода в Тобольске (1606-1607), Тобольский татарский голова (1632).
- Внуков Михаил — сотник, воевода в Галиче (1613).
- Внуков Потап — дьяк (1627-1640), воевода на Ваге (1613), в Казани (1624), в Вологде (1628-1630), на Двине (1638-1641), владел поместьем в Московском уезде.
- Внуков Макарий — воевода в Перми (1621).
- Внуков Борис — голова у Тюменских служилых татар (1630).
- Внуков Григорий Петрович — стольник патриарха Филарета (1627-1629), стряпчий (1636).
- Внуков Матвей Потапович — патриарший стольник (1627), московский дворянин (1640).
- Внуков Петр Иванович — московский дворянин (1627-1629).
- Внуков Петр Иванович — Юрьева-Польского городской дворянин (1627).
- Внуков Семён Иванович — московский дворянин (1640-1677).
- Внуков Иван Иванович — губной староста в Ярославле (1645).
- Внуков Тимофей Игнатьевич — стряпчий (1682-1692).
- Внуков Василий Иванович — стольник царицы Прасковьи Фёдоровны (1686), московский дворянин (1692).
- Внуковы: Григорий Семёнович, Григорий Иванович, Василий Никифорович, — стольники (1658-1692).
- Внуковы: Никифор Петрович, Иван Васильевич, Игнатий, Яков, Иван и Артемий Ивановичи — московские дворяне (1658-1692)[6][7][5].